# همترازساز (نیم‌رسانا)

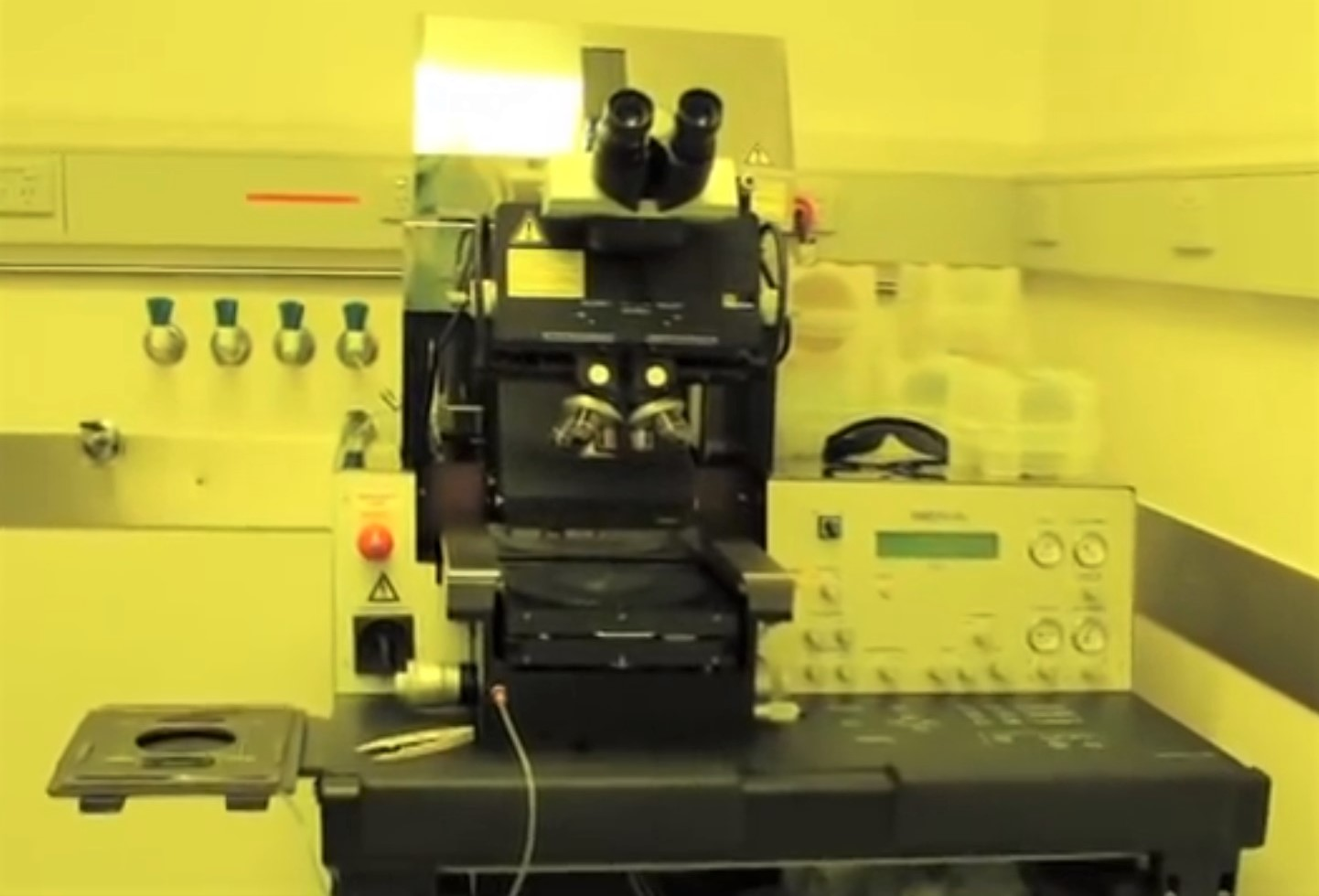
همترازساز ماسک سوس ماکروتک MA6

همترازساز (به انگلیسی: aligner) یا همترازگر یا همترازساز ماسک (به انگلیسی: mask aligner)، سامانه‌ای است که مدارهای مجتمع (IC) را با استفاده از فرایند طرح‌نگاری‌نوری تولید می‌کند. این ماسک نوری را روی ویفر سیلیکونی نگه می‌دارد در حالی که نور درخشانی از طریق ماسک و روی فتوریست تابیده می‌شود. «همترازی» به توانایی قرار دادن ماسک دقیقاً در همان مکان به‌طور مکرر در زمانی که تراشه از چندین دور لیتوگرافی عبور می‌کند، اشاره دارد.
همترازسازها بخش عمده‌ای از تولید آی‌سی از دهه ۱۹۶۰ تا اواخر دهه ۱۹۷۰ بودند، زمانی که شروع به جایگزینی با گکردند. در حال حاضر، همترازسازهای ماسک هنوز در دانشگاه‌ها و تحقیقات استفاده می‌شود، زیرا پروژه‌ها اغلب شامل افزارههایی هستند که با استفاده از طرح‌نگاری‌نوری در دسته‌های کوچکتر ساخته می‌شوند. در یک همترازساز ماسک، یک تناظر یک به یک بین الگوی ماسک و الگوی ویفر وجود دارد. ماسک تمام سطح ویفر را می‌پوشاند که در یک شات به‌طور کامل در معرض دید قرار می‌گیرد. این استاندارد برای همترازسازهای ماسک ۱:۱ بود که توسط گامزن‌ها و پویشگرهایی با اپتیک کاهشی جایگزین شدند.
چندین نسل متمایز از فناوری همترازساز وجود دارد. همترازسازهای تماسی (به انگلیسی: contact aligners) اولیه ماسک را در تماس مستقیم با سطح بالایی ویفر قرار می‌دادند که اغلب با برداشتن مجدد ماسک به الگوی آسیب می‌رساند. استفاده از همترازسازهای مجاورتی (به انگلیسی: proximity aligners) برای جلوگیری از این مشکل، ماسک را کمی بالاتر از سطح نگه می‌داشت، اما کار با آن دشوار بود و نیاز به تنظیم دستی قابل‌توجهی داشت. درنهایت، همترازساز پروژکتوری (به انگلیسی: projection aligner) ماکرولاین که توسط پرکین‌المر در سال ۱۹۷۳ معرفی شد، ماسک را کاملاً جدا از تراشه نگه داشت و تنظیم تصویر را بسیار ساده‌تر کرد. از طریق این مراحل توسعه، بازدهی از شاید ۱۰ درصد به حدود ۷۰ درصد بهبود یافت که منجر به کاهش متناظر قیمت تراشه‌ها شد.

## اجزاء
یک ردیف کننده ماسک معمولی از بخش‌های زیر تشکیل شده است:
- میکروسکوپ برای مشاهده موقعیت زیرلایه و ماسک ویفر و همترازی نسبی آنها استفاده می‌شود.
- نگهدارنده ویفر (یا سه‌نظام)، که برای بی حرکت کردن ویفر، اغلب از یک خط خلاء در زیر استفاده می‌شود.
- نگهدارنده ماسک، ماسک را بلافاصله بالای ویفر قرار می‌دهد. موقعیت نسبی بین ویفر و ماسک را می‌توان با استفاده از سازوکار طبقه میکروسکوپی معمولی تنظیم کرد.
- منبع نور فرابنفش، که از طریق ماسک نوری روشن می‌شود تا سایه خود را بر روی ویفر زیرین پخش کند.[۴]

## مقایسه با گامزن
همترازساز پروژکتوری از نظر مفهومی شبیه به گامزن ویفر است، اما با یک تفاوت کلیدی. همترازساز از ماسکی استفاده می‌کند که الگوی کل ویفر را نگه می‌دارد، که ممکن است نیاز به ماسک‌های بزرگ داشته باشد. گامزن به‌طور مکرر از یک ماسک کوچکتر روی ویفر استفاده می‌کند و در سراسر سطح گام برمی‌دارد تا الگوی لایه تراشه را تکرار کند. این امر هزینه‌های ماسک را به‌طور چشمگیری کاهش می‌دهد و اجازه می‌دهد تا یک ویفر تک برای جانمایی مدارهای مجتمع مختلف یا طرح‌های ماسک در یک اجرا استفاده شود. مهم‌تر از آن، با متمرکز کردن منبع نور بر روی یک ناحیه منفرد از ویفر، گامزن می‌تواند وضوح بسیار بالاتری تولید کند، بنابراین ویژگی‌های کوچکتر روی تراشه‌ها (حداقل اندازه ویژگی) امکان‌پذیر است. نقطه ضعف گامزن این است که هر تراشه روی ویفر باید به صورت جداگانه تصویرگذاری شود و بنابراین روند نوردهی ویفر به‌طور کامل بسیار کندتر است.